# Skorpucha sępia
Skorpucha sępia, żółw sępi (Macrochelys temminckii) – gatunek żółwia z rodziny skorpuchowatych (Chelydridae) z podrzędu żółwi skrytoszyjnych (Cryptodira).
Żółw sępi uznawany jest za gatunek niebezpieczny dla ludzi, mogący spowodować poważne uszkodzenia ciała.

Pod względem prawnym obecnie w Polsce żółw sępi nie znajduje się na liście zwierząt niebezpiecznych, ale podczas prac nad Projektem rozporządzenia w sprawie gatunków zwierząt niebezpiecznych dla życia i zdrowia ludzi, warunków ich przetrzymywania oraz sposobów znakowania tych zwierząt w 2009 roku oraz na wcześniejszych listach zwierząt niebezpiecznych się znajdował.

## Charakterystyka
Jest największym żółwiem słodkowodnym w Ameryce Północnej. Rekordowy odnotowany osobnik miał karapaks długości 66 cm oraz głowę długości (i szerokości) 24 cm, a jego masa wynosiła 114 kg. Masa przeciętnego osobnika dochodzi natomiast do 90 kg.
Karapaks barwy jednolicie ciemnobrązowej jest wydłużony i średnio wypukły pokryty 3 wzdłużnymi rzędami wysokich, rogowych bocznie spłaszczonych stożków tworzących kile. Tarczki karapaksu silnie zachodzą na siebie, przypominając dachówki. Plastron mocno zredukowany. Po bokach pancerza znajduje się dodatkowy rząd rogowych płytek (co uważane jest za cechę prymitywną). Głowa duża, pokryta od góry tarczkami, a z boku guzkami. Szczęki masywne, ostro zakończone, górna hakowato zagięta, przypominająca sępi dziób (siła nacisku szczęk wynosi ok. 75 kg/cm² i jest jedną z największych wśród kręgowców). Wokół każdego z oczu występuje krąg dużych, klinowatych łusek (powiększających optycznie oczy). Ogon długi pokryty 3 rzędami guzków. Nogi słabo przystosowane do pływania. Na języku występuje jasnoróżowy, umięśniony wyrostek, przypominający robaka i służący do wabienia ryb i innych ofiar pod wodą. W niewoli żółw ten dożywa 70 lat.

## Występowanie
Gatunek ten zamieszkuje południowo-wschodnie obszary Stanów Zjednoczonych, od Niziny Zatokowej, po Teksas i Florydę. W przeciwieństwie do skorpuchy jaszczurowatej, jest bardziej związany ze środowiskiem wodnym. Starsze osobniki rzadko wychodzą bowiem na ląd (wyjątek stanowią samice, wychodzące w celu złożenia jaj). Gatunek ten zasiedla rzeki, jeziora i tereny bagienne.

## Pożywienie
Żółw sępi żywi się w zasadzie wszystkim, co uda mu się upolować. Jego silne szczęki radzą sobie nawet z muszlami dużych ślimaków oraz małży. Ofiarę wabi za pomocą mięsistego wyrostka na języku. Gdy ta znajdzie się w jego zasięgu, żółw szybko rzuca się na swą zdobycz i zaciska na niej szczęki.

## Ochrona
Gatunek ten od 2023 roku jest objęty załącznikiem II konwencji waszyngtońskiej (CITES) i aneksem B UE.